# ليام دولمان
ليام دولمان (بالإنجليزية: Liam Dolman)‏ هو لاعب كرة قدم بريطاني في مركز الدفاع، ولد في 26 سبتمبر 1987 في نورثامبتون في المملكة المتحدة. لعب مع كيدرمينستر هاريرز ونادي كوربي تاون ونادي كيترينغ تاون ونورثامبتون تاون.

## وصلات خارجية
- ليام دولمان على موقع قاعدة بيانات كرة القدم.إي يو (الإنجليزية)
- ليام دولمان على موقع Soccerbase.com (لاعب) (الإنجليزية)
- ليام دولمان على موقع Soccerway.com (الإنجليزية)